# Moscu, Galați
Moscu este un sat ce aparține orașului Târgu Bujor din județul Galați, Moldova, România.

## Coordonate geografice
Satul Moscu este situat la aproximativ 58 km de municipiul Galați  în partea de nord a județului, la 50 km de municipiul Bârlad, la 42 km de municipiul Tecuci și la 2 km de orașul Tg. Bujor. Aflat la cumpăna dintre apele Siretului și cele ale Prutului, satul Moscu numără în prezent aproximativ 1085 de locuitori, depinzând din punct de vedere administrativ-teritorial de orașul Tg. Bujor.

## Geografie
Ca formă de relief, în această localitate predomină dealurile, care ocupă aproximativ 80% din suprafață. Valea Chinejei și Valea Slivneisunt sunt principalele văi care străbat teritoriul și satul, de la nord la sud. Valea Chinejei este importantă ca dimensiune, dar și ca debit, fiind singura vale mai importantă din teritoriu. Ea are o scurgere permanentă, pe toată lungimea sa, și influențează geomorfologic întreaga zonă. 
Clima este temperat continentală, timpul fiind împărțit pe cele patru anotimpuri ale anului, dar nu poate fi vorba de o împărțire simetrică a perioadelor, deoarece în majoritatea anilor iarna se prelungește până către sfârșitul lunii martie, și uneori chiar mai târziu, făcând ca trecerea de la primăvară la vară să fie aproape neobservată. 
Regimul vânturilor care bat în zonă este determinat de deschiderea largă a Văii Chineja către  Câmpia Covurluiului, sub influența stepei rusești, care face ca vânturile să bată cu intensitate destul de mare dinspre direcțiile N-NE dar și dinspre S-SV. 
Solurile care se întâlnesc pe teritoriul localității sunt specifice silvostepei, în care predomină cernoziomul castaniu și ciocolatiu, dar și cernoziomul levigat.  

## Repere istorice
Satul Moscu datează din anul 1820, dar se poate admite și anul 1815. Până atunci, descendenții viteazului Moscu  au trăit răzlețiți prin satele vecine: Golășei, Băneasa și Roșcani . Între 1820-1830 locuitorii așezărilor Copacii Moscului, Urechești și Urecheștii Mici au făcut cereri de strămutare și înființarea unui nou sat pe moșia lor răzășească. În cele din urmă, în anul 1830, prin anaforaua domnească pentru veșnică stăpânire ia ființă satul Slobozia Moscul, nume sub care este regăsit mai târziu, în documente din anii 1838, 1841 și 1854 .
Satul Moscu s-a consolidat în timp, păstrându-și integritatea teritorială și identitatea de sat răzășesc, alături de satele Fârțănești, Măstăcani, Oancea și o parte din Umbrărești, acestea fiind singurele sate răzășești din ocolul Prutului, ținutul Covurlui . În mod oficial, actul de naștere al comunei Moscu a fost semnat însă mai târziu, în anul 1864, în timpul domniei lui Alexandru Ioan Cuza, când pe data de 31 octombrie la București a fost dat Decretul organizare administrativ-teritorială a teritoriului țării. 